# 1717 Arlon
1717 Arlon eller 1954 AC är en asteroid i huvudbältet, som upptäcktes den 8 januari 1954 av den belgiske astronomen Sylvain Arend i Uccle. Den har fått sitt namn efter den belgiska staden Arlon.
Asteroiden har en diameter på ungefär 8 kilometer och den tillhör asteroidgruppen Flora.